# Simo Šolaja

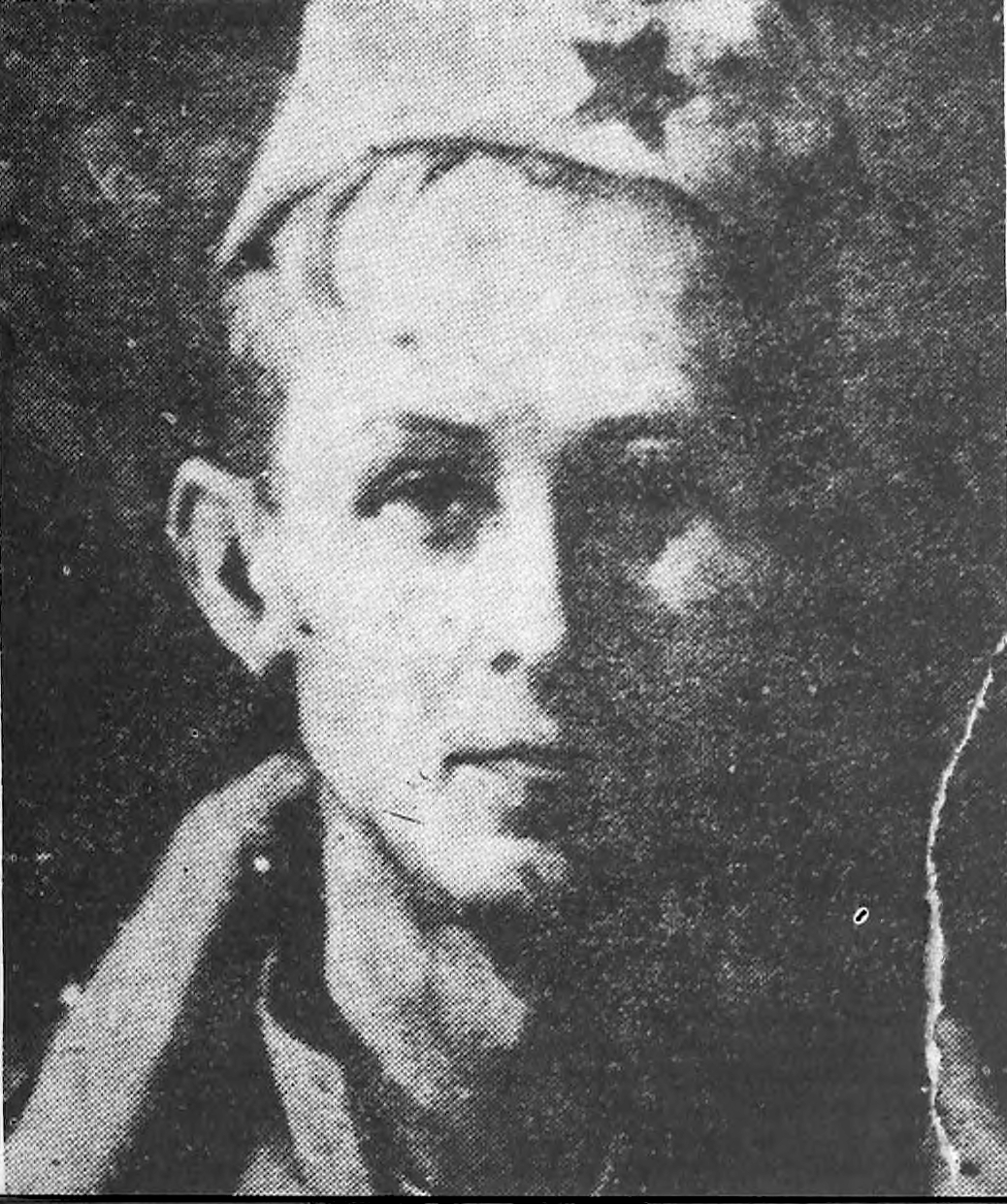
Simo Šolaja (zwischen 1941 und 1942)

Simo Šolaja (* 1905 in Bosnien und Herzegowina; † 1942 in Kupres) war ein Kommandant des jugoslawischen Partisanen-Bataillons „Iskra“ und Führer eines Bauernaufstandes. Er wurde postum zum Volkshelden erklärt.
Šolaja wurde große Verehrung durch den serbischen Teil der Bevölkerung zuteil, besonders da er diese vor den Übergriffen der Ustascha beschützte. Šolaja fiel 1942 bei einem nächtlichen Gefecht um eine kroatische Befestigung in Kupres. Bis heute sind Straßen, Schulen usw. nach ihm benannt. In der bosnischen Gemeinde Šipovo wurde ihm ein Denkmal errichtet.
| Personendaten    | Personendaten                                                  |
| ---------------- | -------------------------------------------------------------- |
| NAME             | Šolaja, Simo                                                   |
| KURZBESCHREIBUNG | jugoslawischer Milizenführer und Führer eines Bauernaufstandes |
| GEBURTSDATUM     | 1905                                                           |
| GEBURTSORT       | Bosnien und Herzegowina                                        |
| STERBEDATUM      | 1942                                                           |
| STERBEORT        | Kupres                                                         |